# Niemścice
Niemścice – wieś w Polsce położona w województwie świętokrzyskim, w powiecie staszowskim, w gminie Staszów. Leży  na trasie Staszów–Kurozwęki.
W latach 1975–1998 miejscowość administracyjnie należała do województwa tarnobrzeskiego.

## Współczesne części wsi
Poniżej w tabeli 1 integralne części wsi Niemścice (0807524) z aktualnie przypisanym im numerem SIMC (zgodnym z Systemem Identyfikatorów i Nazw Miejscowości) z katalogu TERYT (Krajowego Rejestru Urzędowego Podziału Terytorialnego Kraju).
| SIMC    | Nazwa | Rodzaj    |
| ------- | ----- | --------- |
| 1019510 | Zaraź | część wsi |

## Dawne części wsi – obiekty fizjograficzne
W latach 70. XX wieku przyporządkowano i opracowano spis lokalnych części integralnych dla Niemścic zawarty w tabeli 2.

| Nazwa wsi – miasta   | Nazwy części wsi – miasta                           | Nazwy obiektów fizjograficznych – charakter obiektu |
| -------------------- | --------------------------------------------------- | --- |
| I. Gromada KUROZWĘKI |                                                     | |
| 1. Niemścice         | 1. Chrusty 2. Chruścik 3. Kaczeńce 4. Łąki 5. Zaraź | 1. Bełch – staw 2. Bukowiec – wąwóz, pole 3. Chrusty – pole, las 4. Chruścik – pole 5. Górka – pole 6. Łąki – pole 7. Małe Kaczeńce – pole 8. Niwa – pole 9. Osiczyna – pole 10. Poza Stodołą – pole 11. Półanki – pole 12. Zaraź – pole |

## Historia
Pierwsza wzmianka o miejscowości pojawia się w zapiskach Jana Długosza jako Nyemsczicze. W XVI w. nazywano ją już Niemsczice. Nazwa pochodzi od imienia Niemsta. Potem miejscowość nazywano Niemścice-Zaraś, ta ostatnia nazwa pochodzi od nazwy niedalekiego przyczółka, gdzie kiedyś miała być zaraza. Wieś położona w powiecie sandomierskim województwa sandomierskiego wchodziła w 1662 roku w skład majętności rytwiańskiej Łukasza Opalińskiego. W 1827 r. wieś liczyła 9 domów zamieszkiwanych przez 71 mieszkańców, do dziś liczba ta wzrosła trzykrotnie.
W trakcie II wojny światowej w pobliżu wsi toczyły się ciężkie walki pomiędzy wojskami rosyjskimi i niemieckimi. 12 sierpnia 1944 r. miała miejsce ofensywa niemieckiej 16. Dywizji Pancernej na Staszów, zakończona druzgocącą klęską i zniszczeniem łącznie 14 sztuk najnowszych czołgów PzKpfw VI B Königstiger. Przez ewakuowane z ludności cywilnej Niemścice (oznaczane na wojskowych mapach jako Nemetsine) przeszła 53. Brygada Pancerna Gwardii płk. Wasyla Archipowa, należąca do 6. Korpusu Pancernego Gwardii, złożona z 2. oraz 3. Batalionu Czołgów. Na rozdrożu prowadzącym do przyczółka Zaraś st. por. Gwardii Kimenkow z 71. Samodzielnego Pułku Czołgów Ciężkich Gwardii unieruchomił jeden z niemieckich czołgów Königstiger.
W przeszłości miejscowość wchodziła w skład dóbr Łubnice.